# Сезја
Сезја (фр. Cézia) насеље је и општина у источној Француској у региону Франш-Конте, у департману Јура која припада префектури Лон ле Соније.
По подацима из 2011. године у општини је живело 67 становника, а густина насељености је износила 18,61 становника/km². Општина се простире на површини од 3,6 km². Налази се на средњој надморској висини од 500 метара (максималној 802 m, а минималној 458 m).

## Демографија
| 1962. | 1968. | 1975. | 1982. | 1990. | 1999. | 2011. |
| ----- | ----- | ----- | ----- | ----- | ----- | ----- |
| 39    | 48    | 37    | 39    | 46    | 63    | 67    |

График промене броја становника у току последњих година